# Funaria incurvifolia
Funaria incurvifolia är en bladmossart som beskrevs av C. Müller och Nathaniel Lord Britton 1896. Funaria incurvifolia ingår i släktet spåmossor, och familjen Funariaceae. Inga underarter finns listade i Catalogue of Life.